# Гедё, Илка
Илка Гедё (венг. Gedő Ilka; 26 мая 1921 г. — 19 июня 1985 г.) — венгерский живописец и график. Её работы пережили десятилетия преследований и репрессий, сначала в 1930-х и 1940-х годах, а затем в 1950-х — 1989-х годах.
На первом этапе своей карьеры, который завершился в 1949 году, она создала огромное количество картин, которые можно разделить на различные серии.
С 1964 года она возобновила свою художественную деятельность, рисуя картины маслом.
«Илка Гедё является одним из одиноких мастеров венгерского искусства. Она не связана ни с авангардом, ни с традиционными тенденциями. Её бесподобный творческий метод не позволяет сравнивать её с другими художниками.»

## Ранняя жизнь и образование
Илка Гедё (1921—1985) родилась 26 мая 1921 года от брака Симона Гедё и Эльзы Вайскопф. Её отец был учителем в еврейской гимназии, мать работала клерком. Некоторые из ведущих венгерских писателей и художников того времени были в кругу друзей семьи. Илка Гедё воспитывалась в семье, где у неё были все возможности стать образованной и чуткой художницей. Она поступила в среднюю школу под названием «Új Iskola» (Новая школа). Эта школа предлагала инновационную учебную программу и методы обучения.
С раннего детства Илка Гедё постоянно рисовала, записывая свой опыт. Серия ювенильных рисунков, полностью сохранившаяся в имении художницы, может быть размещена в хронологическом порядке, и, таким образом, является своего рода визуальным дневником.

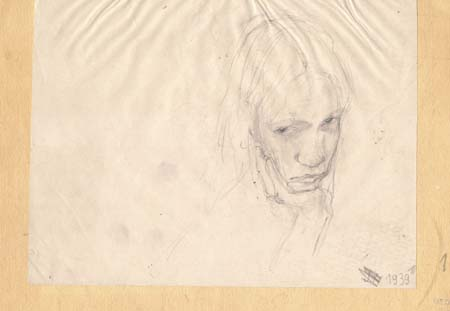
Автопортрет 1938 года, Музей герцога Антона Ульриха, Брауншвейг, Германия
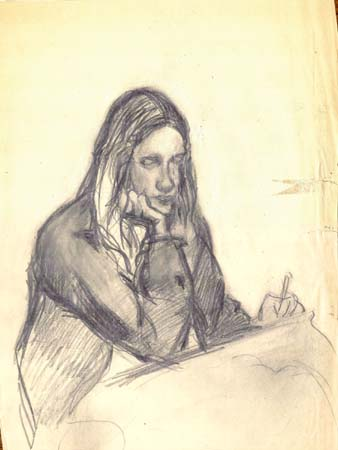
Автопортрет 1938 года, Музей герцога Антона Ульриха, Брауншвейг, Германия

Ей было семнадцать лет, когда она проводила свои каникулы в Бакони, к западу от Будапешта. Во время каникул она все время рисовала пейзажи. В полях она следовала за косарями с эскизом в руках, чтобы снова и снова видеть повторяющиеся движения под одним и тем же углом, захватывая ритм со значительной беглостью и утонченностью. Рисунки, акварели и папки, сохранившиеся с 1937—1938 годов, свидетельствуют о том, что она уже обладала полным техническим мастерством рисования, и это несмотря на то, что до этого момента она никогда не получала регулярного обучения.
С конца 1930-х до начала 1940-х годов Ильку Гедё учили три художника еврейского происхождения, которые были убиты нацистами в конце войны.

В 1939 году на выпускном экзамене Гедё посещала открытую школу Тибор Галле (1896—1944). Вторым мастером Гедё был Виктор Эрдей (1879—1944), живописец и график натуралиста-импрессиониста и стиля модерн. Третьим учителем Гедё был скульптор Иштван Эркень Штрассер (1911—1944). От Штрассера Гедё научилась стойкости скульптурного моделирования и изображению массы.
После сдачи выпускных экзаменов Илка Гедё всерьёз задумалась о том, чтобы начать учёбу в Париже, но помешала война, и по еврейским законам она тоже не смогла поступить в Венгерскую Академию Искусств. С ростом влияния венгерских фашистов, партии «Стреловой крест», открытое лишение евреев гражданских прав началось в 1938 году с Первых еврейских законов, за которыми последовали Второй и Третий в 1939 и 1941 годах.
Во время войны она зарабатывала на жизнь керамикой, но никогда не прекращала создавать свои графические серии.
Илка Гедё часто посещала город Сентендре. С 1938 по 1947 год создавала пастельные рисунки города, берущие её формы и цвета непосредственно с природы. Цвета красный, яркий жёлтый, темно-коричневый, синий и зелёный достигают высокой интенсивности цвета.
До начала 1940-х годов, вместе с другими молодыми художниками, Илка Гедё также посетила студию Дьюла Пап (1899—1982), который был бывшим учеником Иоганнес Иттен и учителем Баухаус.
В эти годы, до 1944 года, Гедё делала интимные исследования семейной жизни, в основном в карандаше. Она начала серию автопортретов, которые должны были продолжиться до конца первого этапа её творческой карьеры, в 1949 году.
В 1942 году Илка Гедё участвовала в выставке, организованной группой социалистических художников под названием «Свобода и народ», которая проходила в Центре Профсоюза Металлистов.

## Рисунки, сделанные в Будапештском гетто
19 марта 1944 года восемь немецких дивизий вторглись в Венгрию. Начались серьёзные гонения на венгерское еврейство. С беспрецедентной скоростью почти все венгерские провинциальные евреи были депортированы в концлагеря в Польше, где большинство из них было убито. (Венгерская еврейская община потеряла 564 500 жизней во время войны, включая 63 000 до немецкой оккупации.)
Несмотря на протесты церковных лидеров и нерешительные попытки Миклоша Хорти остановить депортации, к лету 1944 года в Будапештском гетто и в специально отведенных для этого домах было сконцентрировано около 200 000 евреев. После неудачной попытки Хорти взять Венгрию на войну, 15 октября 1944 года партия «Стреловой крест» осуществила военный захват. В гетто начались худшие дни кошмара. Благодаря удаче Илка Гедё удалось спастись от депортации и выжить.
В Будапештском гетто большую часть времени Илка Гедё проводила за чтением и рисованием, записывая свое окружение, своих товарищей, стариков и детей. Эти рисунки являются бесценными документами, но это также и аллегории на человеческое унижение и беззащитность. На одном из своих автопортретов она представляет фронтальный вид себя, показывая человека, который потерял контроль над собственной судьбой. Соответственно, у неё уже нет возраста и почти нет пола.

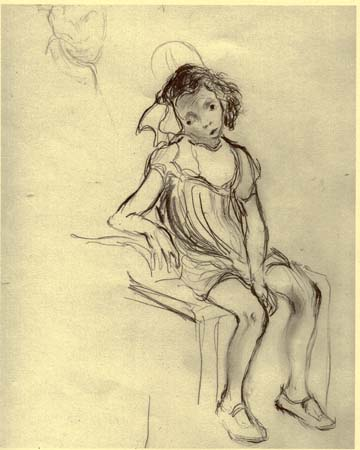
Илка Гедё девушка с луком, 1944 год, Художественный музей Яд Вашем
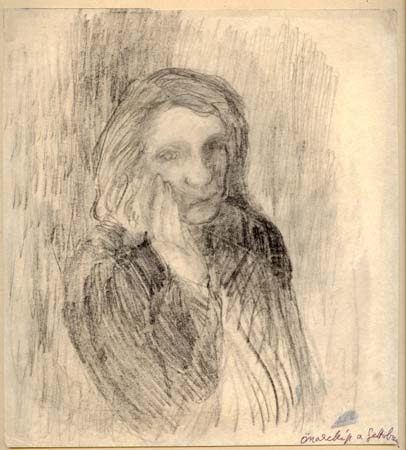
Автопортрет Ильки Гедё в Будапештском гетто, 1944 г., папка 10, рис. 31, Венгерская национальная галерея
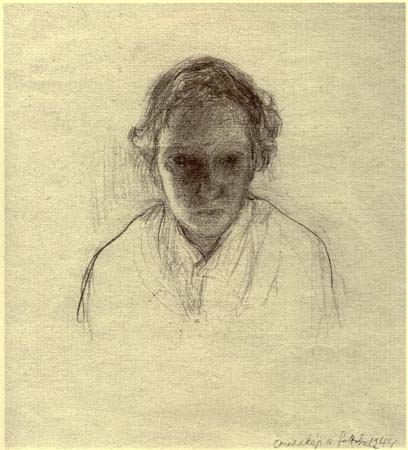
Автопортрет Ильки Гедё из Будапештского гетто, 1944 г., Художественный музей Яд Вашем
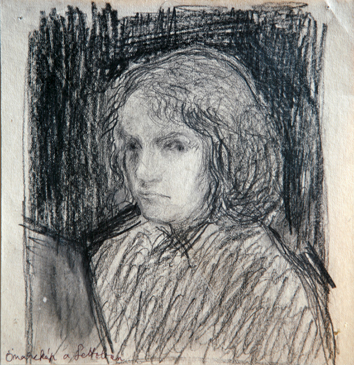
Автопортрет Ильки Гедё в Будапештском гетто, 1944 г., Венгерский еврейский музей

На последнем рисунке мы видим автопортрет художницы с чертежной доской. Глаза, кажется, смотрят в небытие. Эго ищет поддержки в себе.

## Период между 1945 и 1948 годами

### Рисунки автопортретов (1945—1949)
В канун Нового 1945 года Илка Гедё встретился Эндре Биро, который изучал химию в университете г. Сегеда, а после войны начал работать в научно-исследовательском институте, возглавляемом венгерским ученым, удостоенным Нобелевской премии Альберт Сент-Дьёрди.
Работая в строго образной идиоме, художница нуждалась в моделях и, помимо семьи и друзей, Гедё нашла в себе самую удобную модель.
Илка Гедё создала автопортреты, которые, благодаря своей честности и самопознанию, претендуют на внимание зрителя. Эти работы нарисованы таким образом, что вызывают одновременно и прямую физическую реальность, и эмоциональную чувствительность. Однако в её попытках дать правдивое и точное представление о реальности прокрадываются сомнения: традиционная и скомпонованная лепка, столь характерная для неё, постепенно заменяется экспрессивным, извергающим и напряженным стилем.

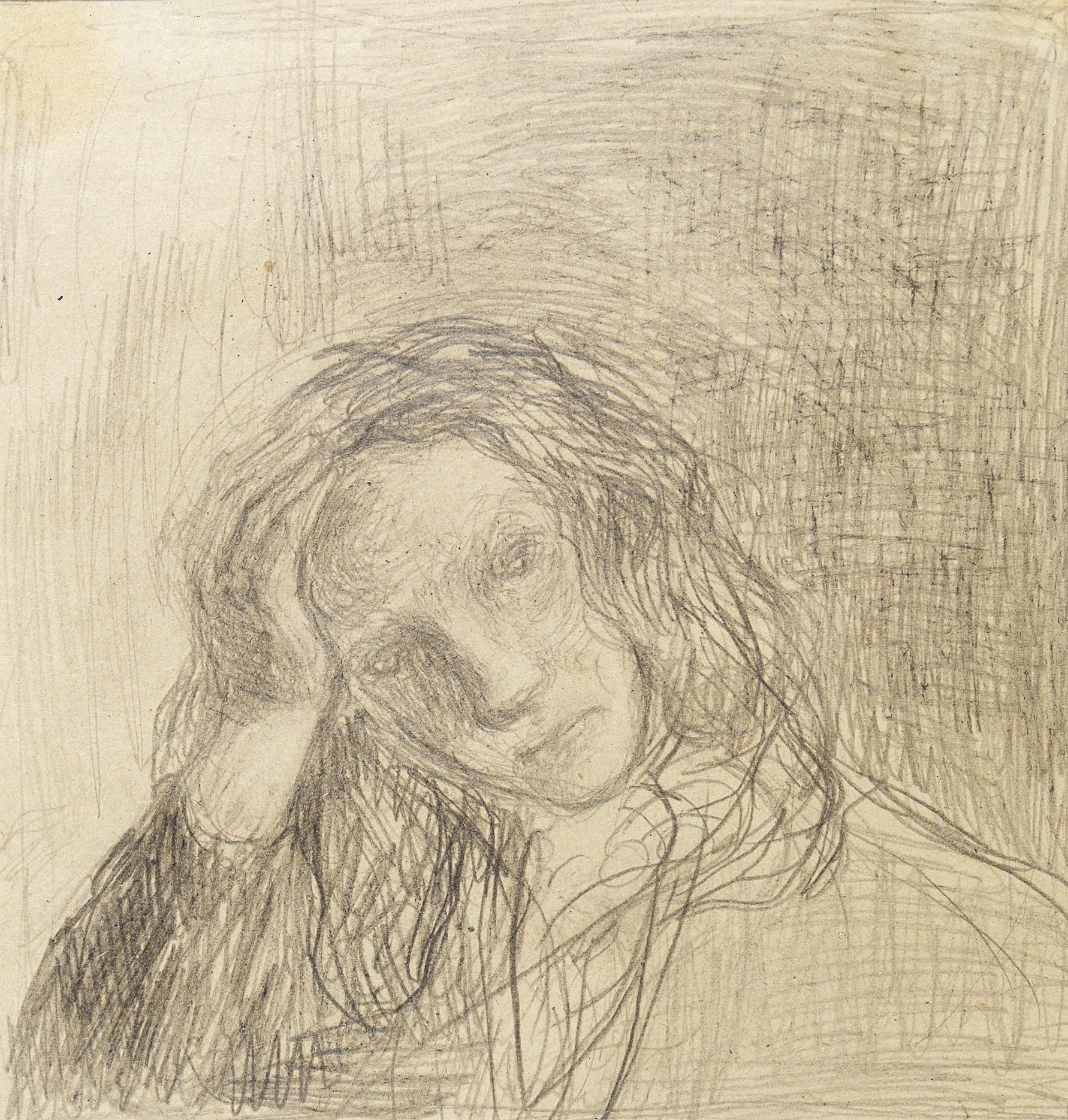
Автопортрет Ильки Гедё, 1948, Венгерская национальная галерея.
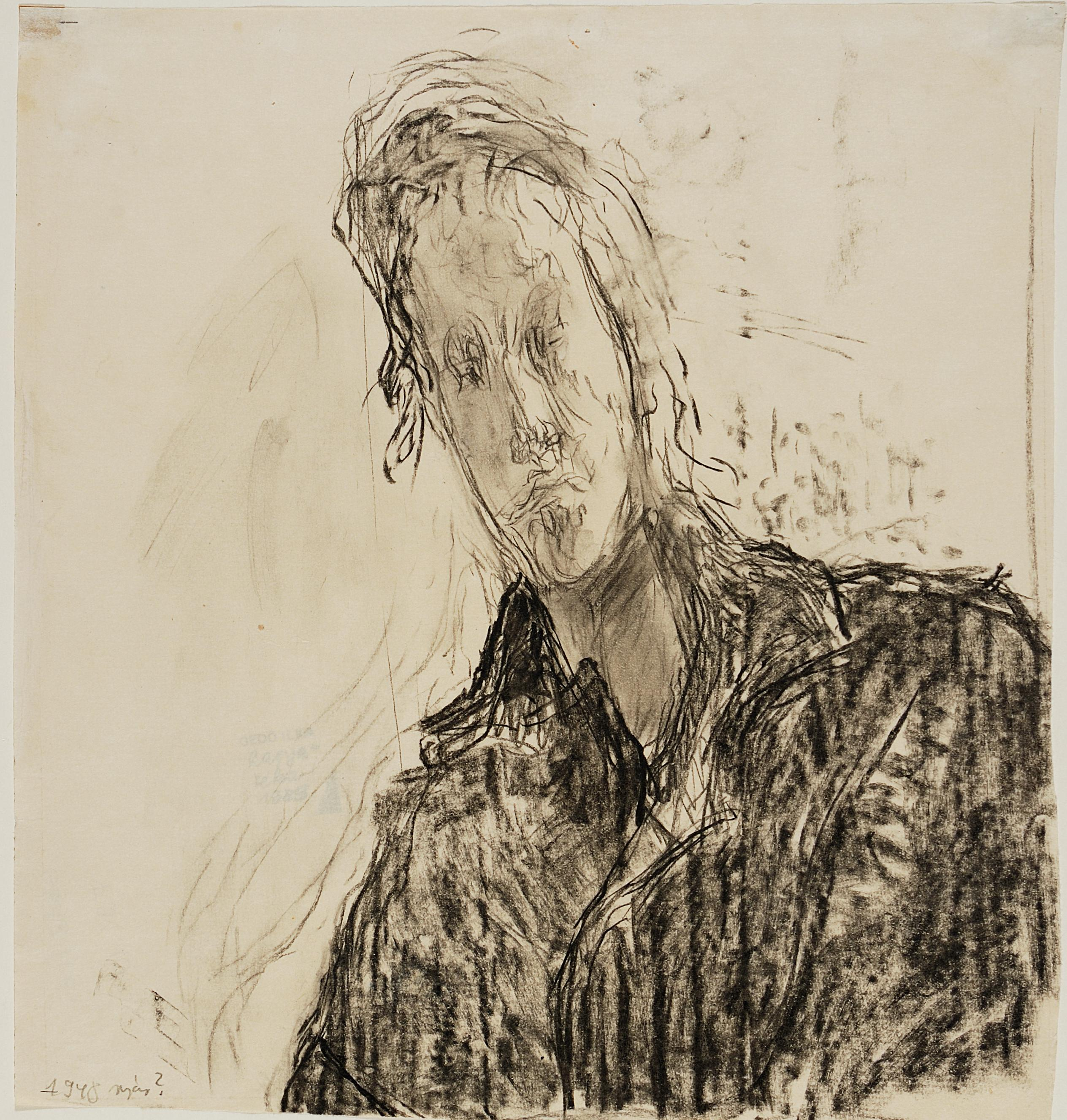
Автопортрет Ильки Гедё, 1948, Венгерская национальная галерея.
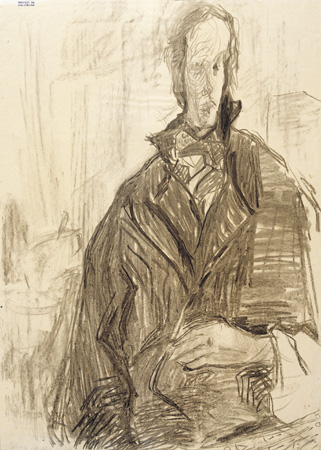
Автопортрет Ильки Гедё, 1948, Венгерская национальная галерея.
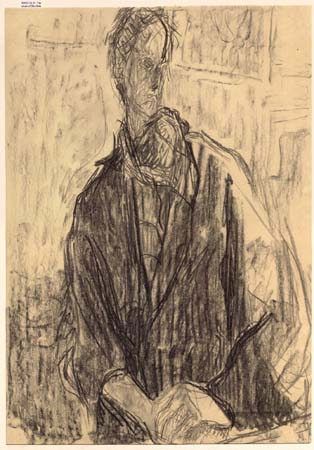
Автопортрет Ильки Гедё, 1948 г., Музей Герцога Антона Ульриха, Брауншвейг, Германия.
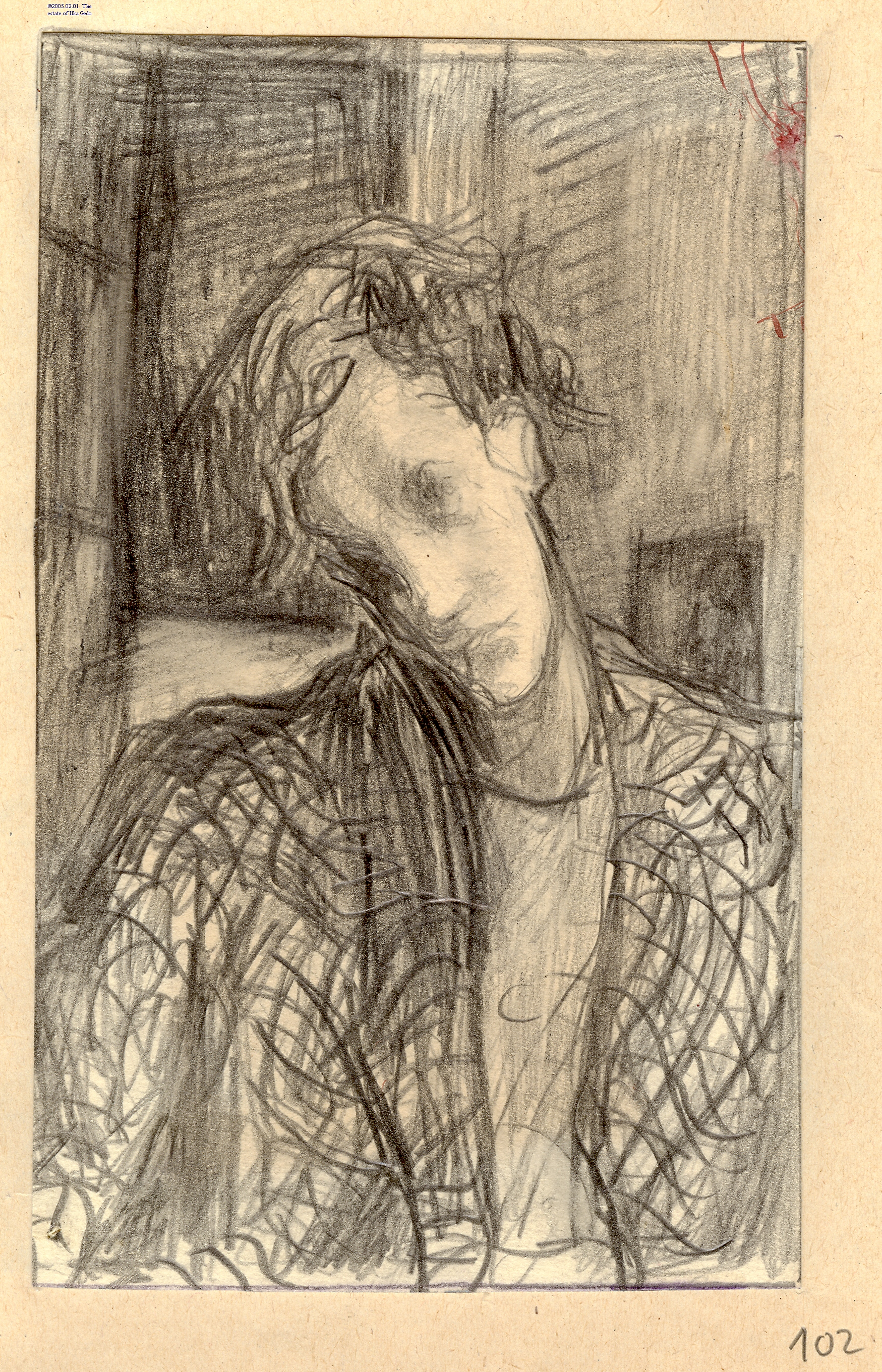
Мудрый автопортрет, 1946-1947, Нью-Йорк, Музей современного искусства.

### Рисунки о Ганцской фабрике (1947—1948)
Постоянно в поисках новых сюжетов, Гедё нашла на Фабрике станков в Ганце, недалеко от своего дома на улице Филлер, богатую и визуально анимированную среду для рисования. Илка Гедё получила разрешение на посещение Фабрики в Ганзе по рекомендации Свободного Профсоюза Художников.

Как и в автопортретах того же периода, её рисунки и пастели Ганцской фабрики, демонстрирующие ряд повторяющихся тем, являются быстрыми набросками сиюминутного опыта, раскрывающими напряженную духовную концентрацию и выразительную силу. Нервные колебания линий отражают впечатления художницы от промышленной работы. Решение Ики Гедё рисовать на фабрике не было политически мотивированным, и в этих рисунках нет никаких следов идеализации. Драматические панорамные виды огромных внутренних пространств чередуются с сострадательными исследованиями обессилевших рабочих. Чертежи Ильки Гедё Фабрики в Ганзе реалистичны, но, что более важно, выразительны и трогательны. В этих работах пространство и большие формы представлены как новинка. Среди плоскостей и блоков человек сводится к схематической фигуре. Объекты, которые появляются в пространстве, кажется, пожирают фигуры.

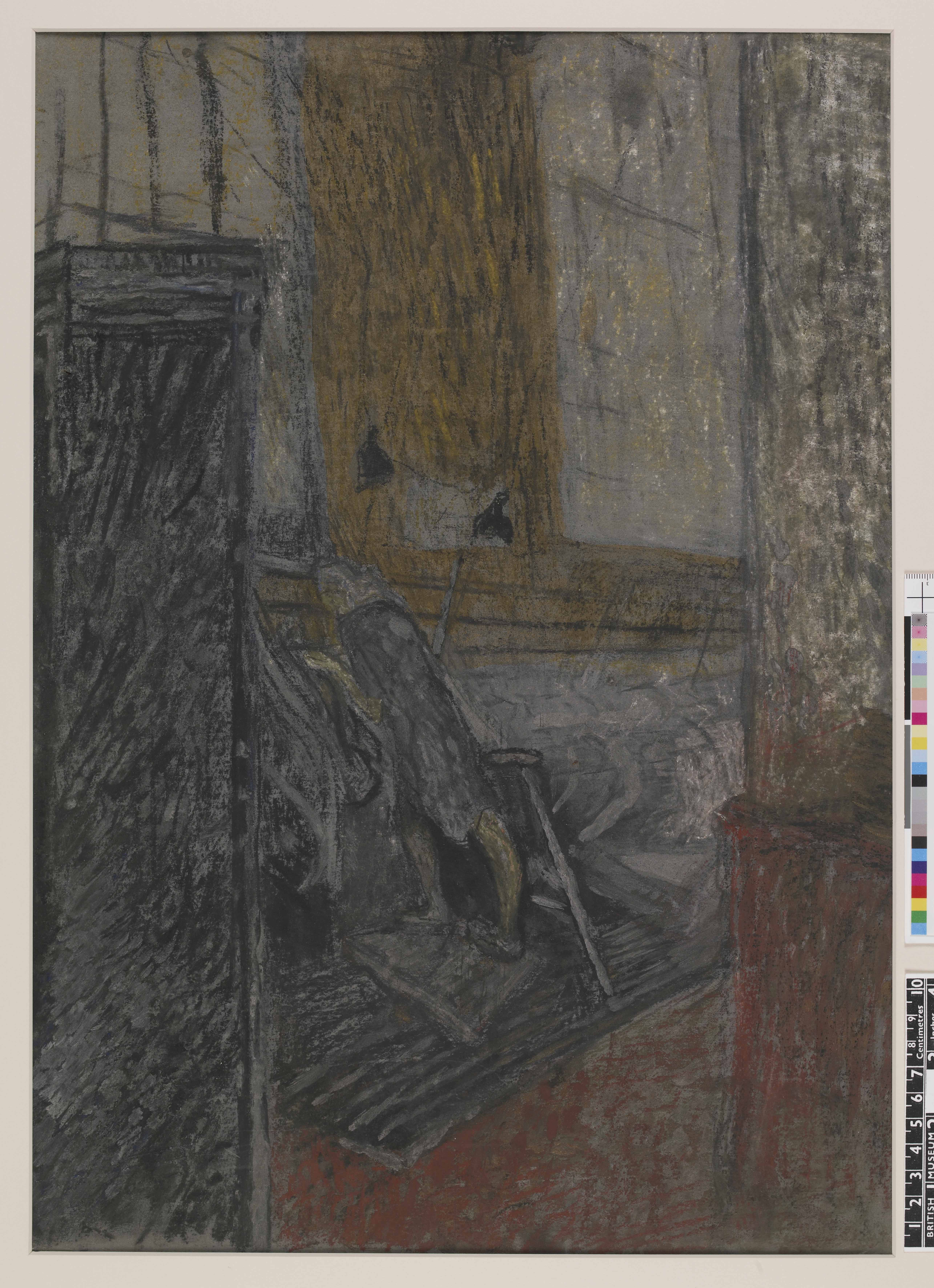
Ilka Гедё Рисунок о Ганцком заводе, 1948, Британский музей
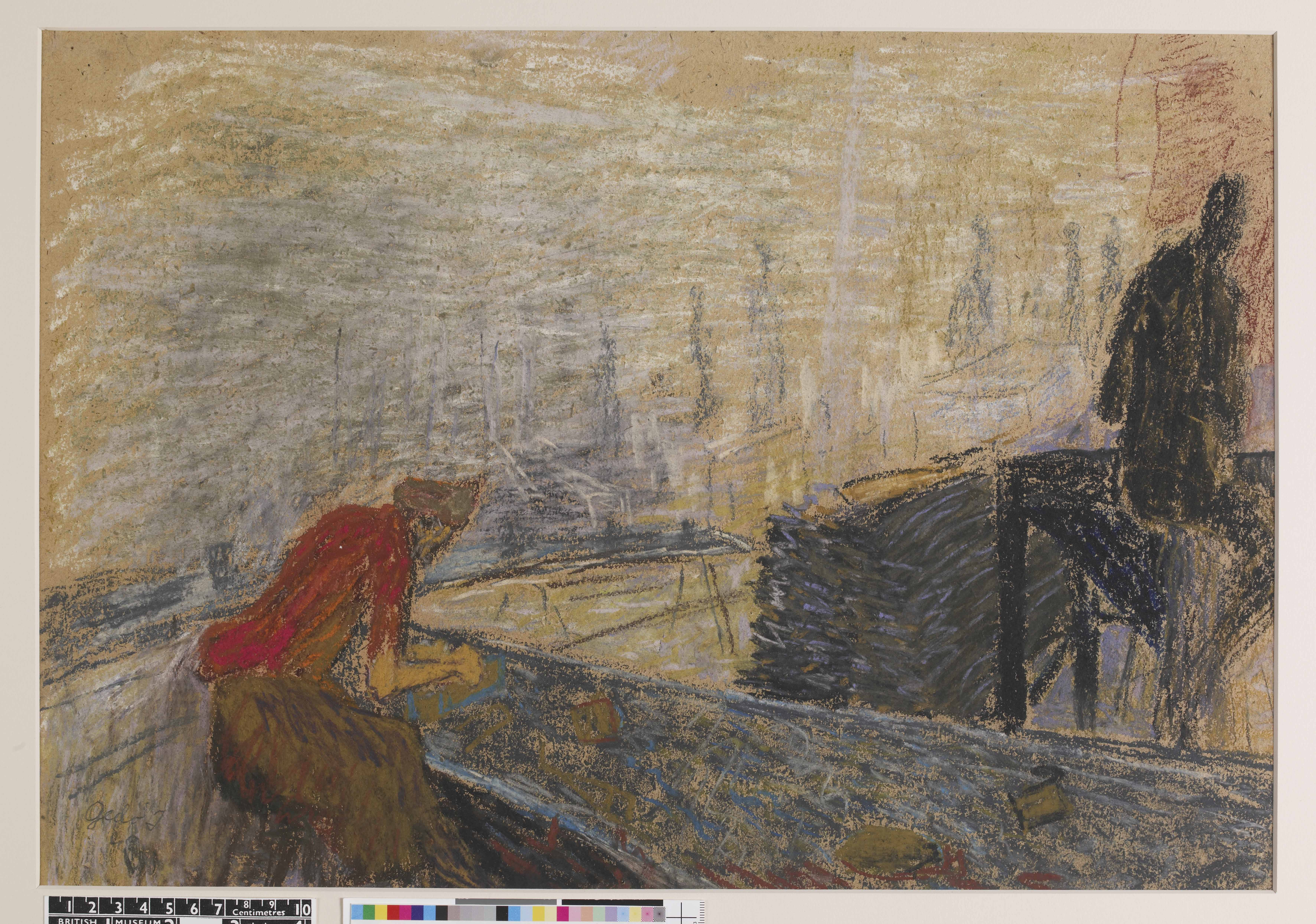
Ilka Гедё Рисунок о Ганцком заводе, 1948, Британский музей
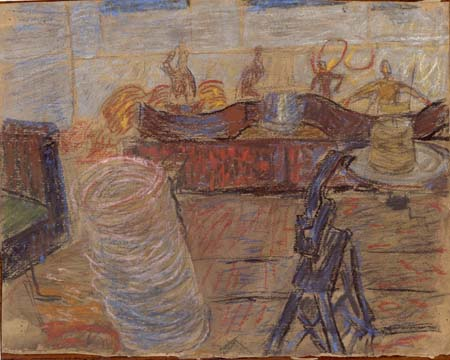
Ilka Гедё Ganz Рисунок о Ганцком заводе, 1948, Альбертина, Вена
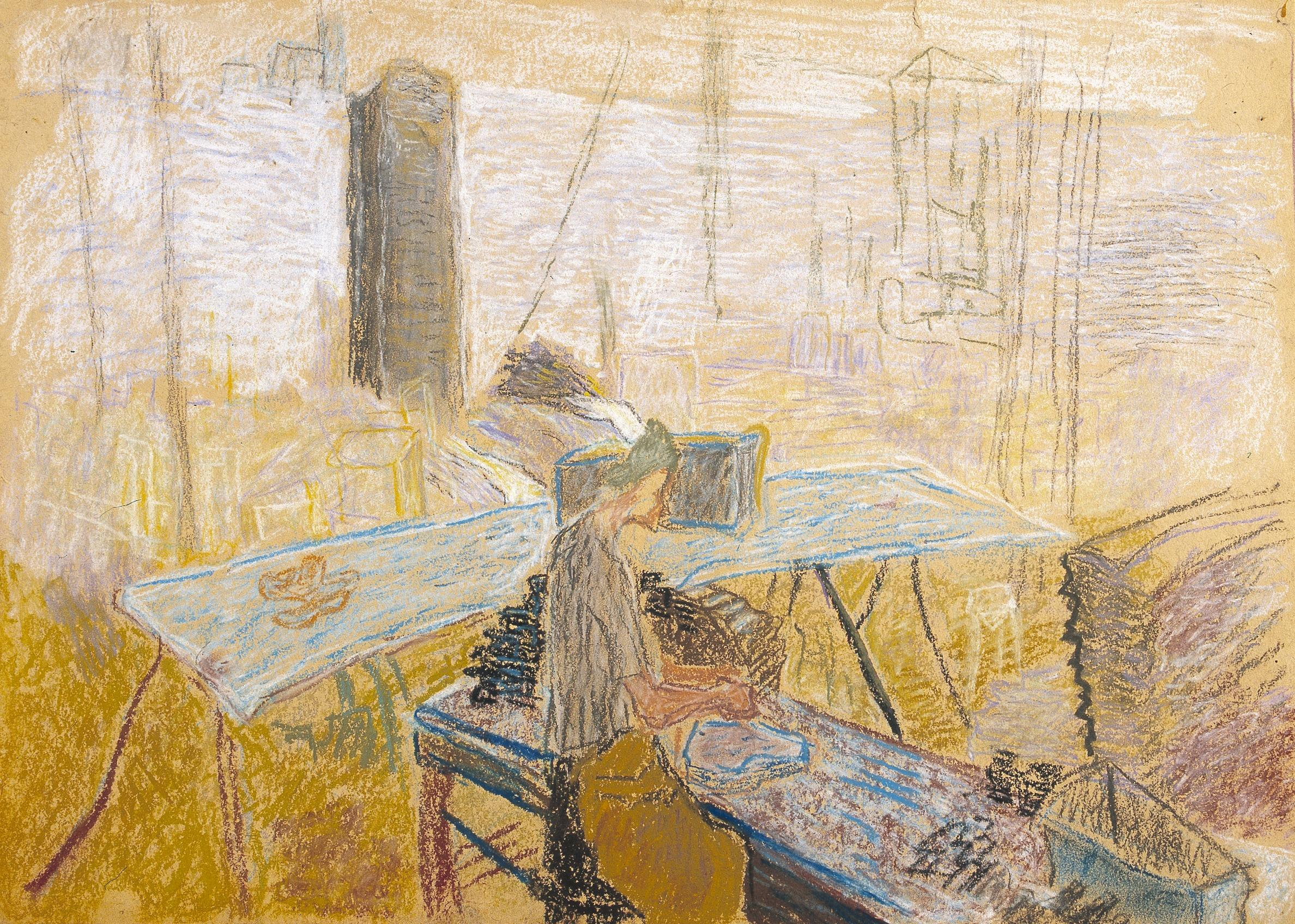
Ilka Гедё Рисунок о Ганцком заводе, 1949, Венгерская национальная галерея
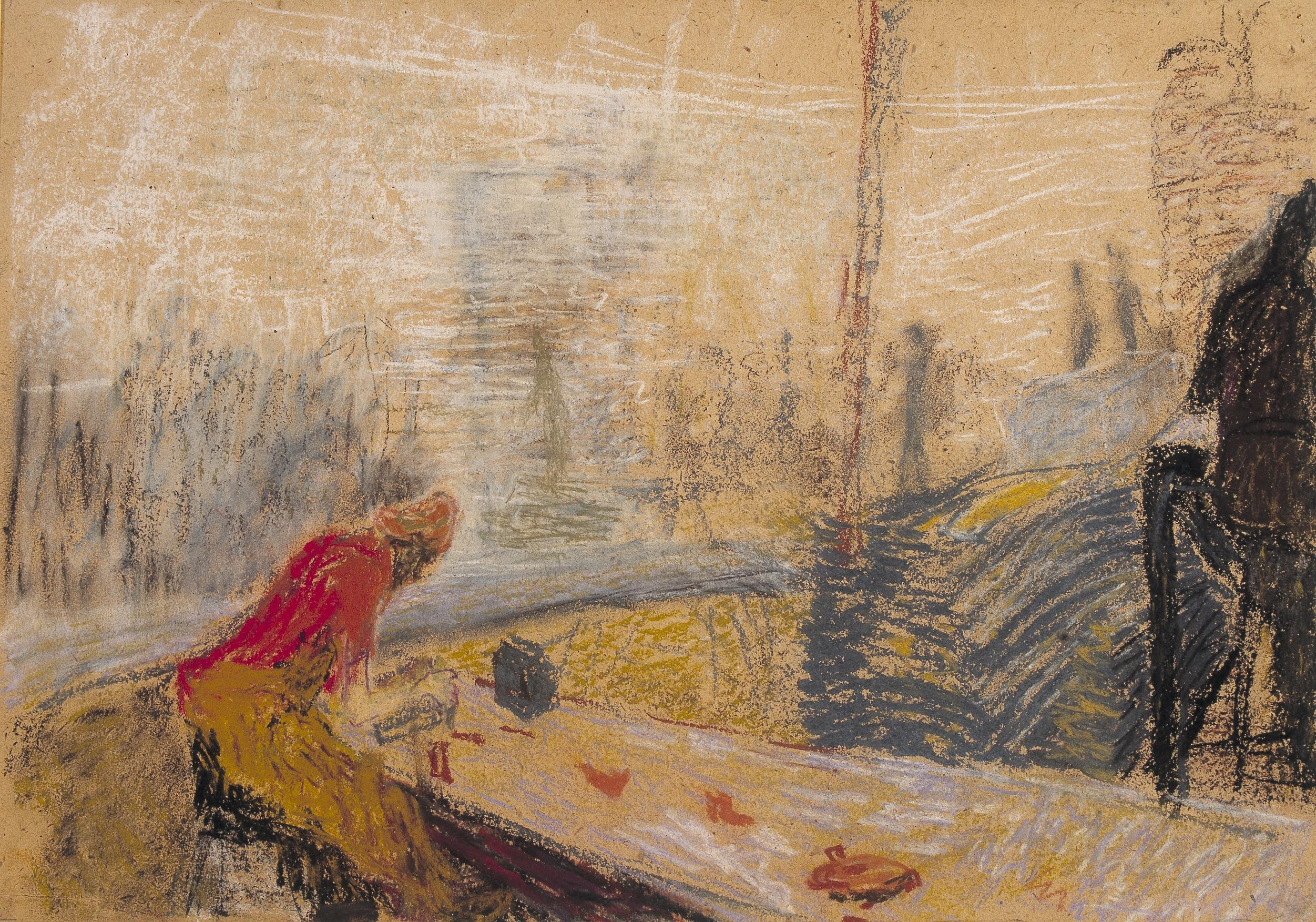
Ilka Гедё Рисунок о Ганцком заводе, 1949, Венгерская национальная галерея
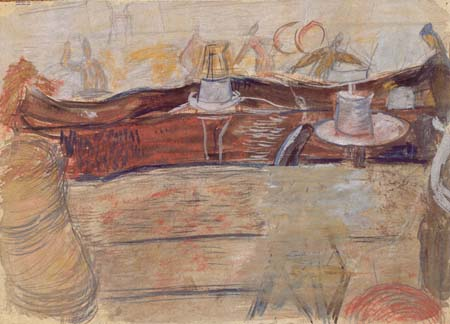
Ilka Гедё Рисунок о Ганцком заводе, 1948, Альбертина, Вена
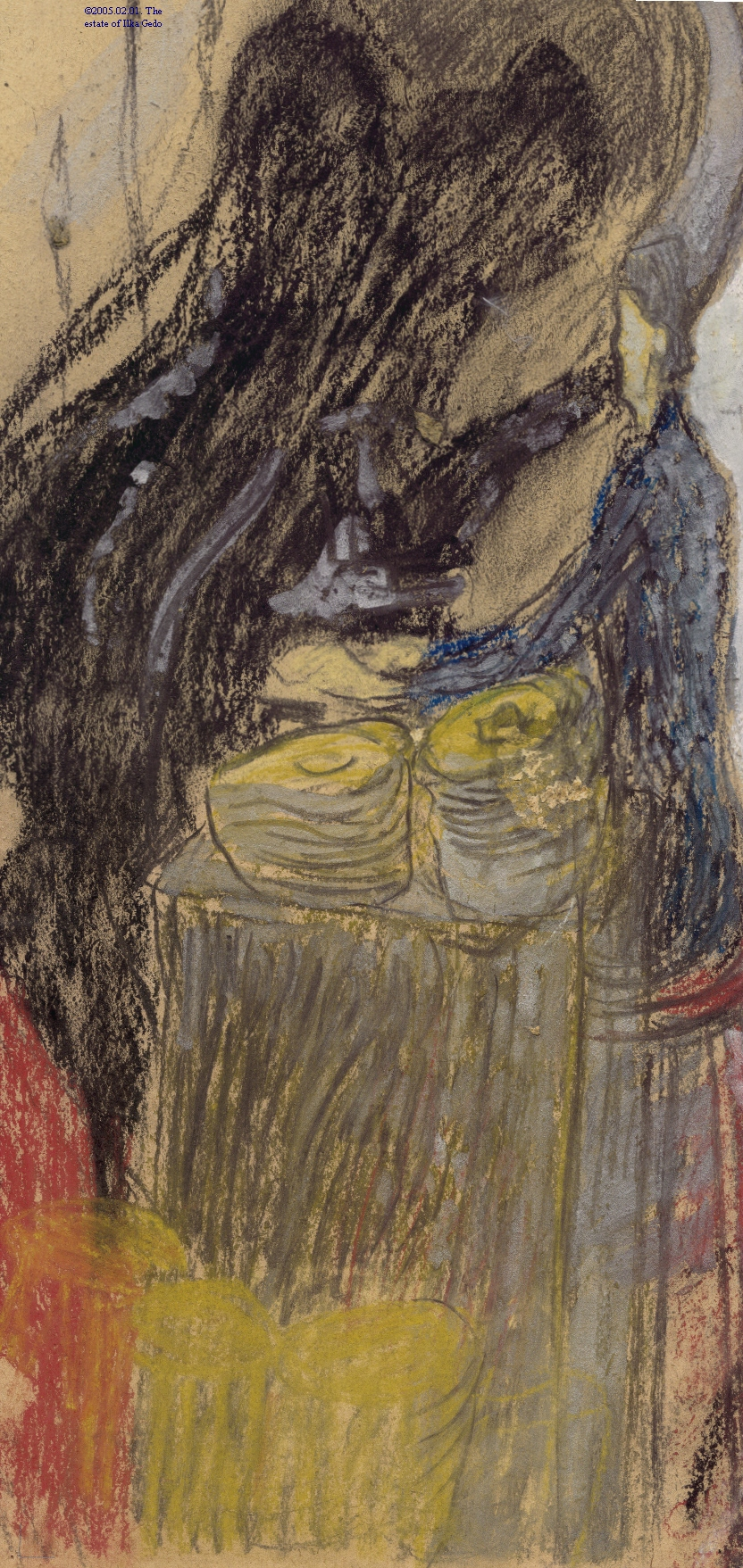
Ilka Гедё Рисунок о Ганцком заводе, 1949, New York, Музей современного искусства

### Табличная серия (1949)
Тема этих рисунков, маленький и всегда видимый стол прозаичен, он всегда под рукой. Линии на этих рисунках никогда не являются контуром замыкания области: они всегда движутся, высвобождая тем самым таинственные энергии..

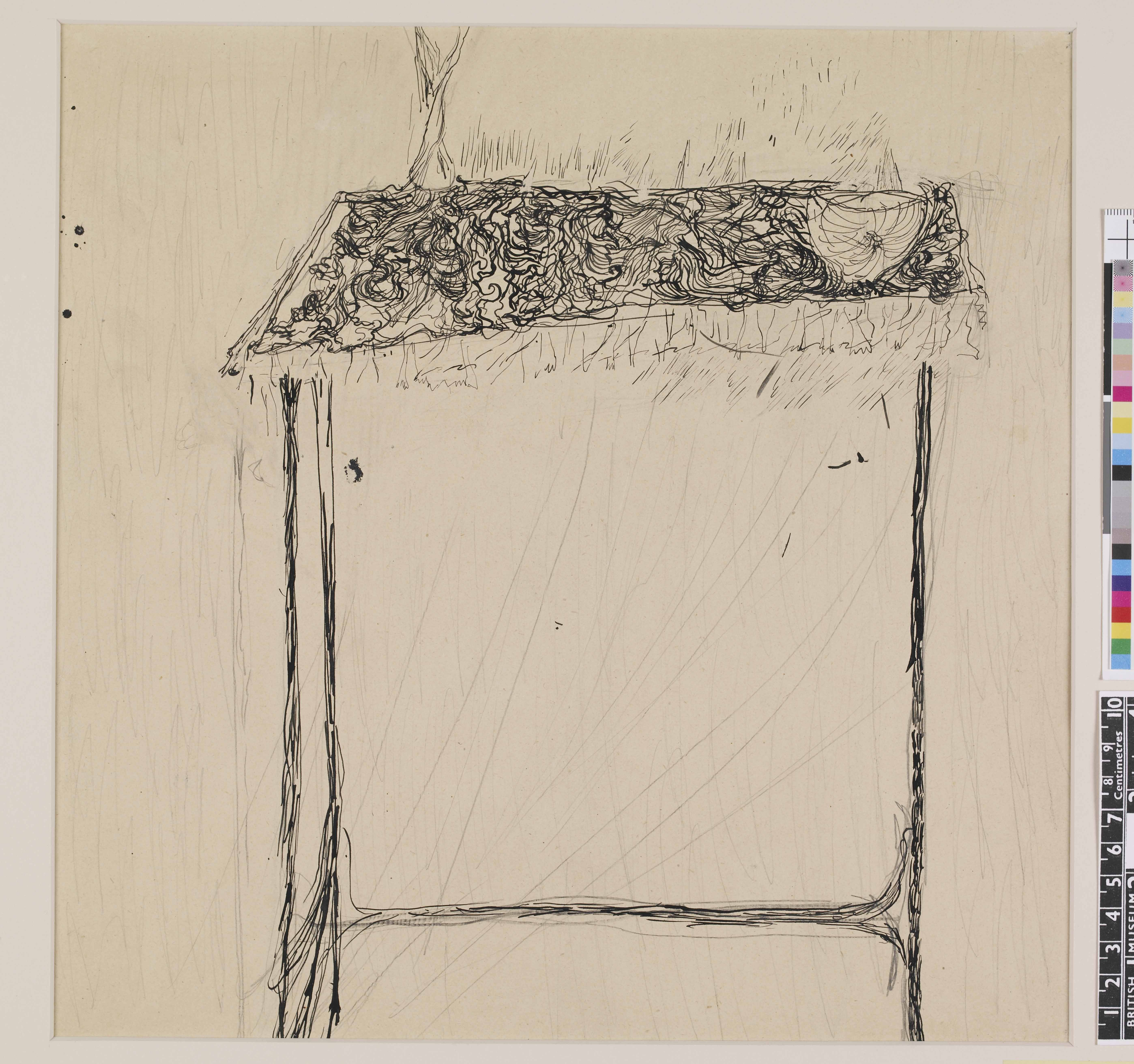
Тонетный стол Ильки Гедё, 1949 год, Британский музей.

## Период творческого молчания (1949—1965)
Кроме её семьи и нескольких друзей, никто не видел рисунков Гедё в то время, когда они были сделаны. В этот период с 1945 по 1949 год, как и пастель, она начала использовать масло, но Гедё в припадке депрессии и не видя выхода из дилемм, которые она испытывала, уничтожила большую часть картин, выполненных маслом за эти годы.
После замечательного периода свободы между 1945 и 1948 годами, наступление коммунистической диктатуры отрицательно повлияло на жизнь Ильки Гедё, что стало одной из причин, по которой она на шестнадцать лет отказалась от художественной деятельности.
В 1949 году Илка Гедё перестала заниматься живописью и рисованием. Её добровольный отказ продлился до 1965 года. В течение этих лет, кроме нескольких цветных набросков, она не брала в руки ни карандаша, ни кисти, отказываясь делать это даже в играх с детьми. Её решение необходимо объяснить, так как очень редко случается так, что художница, считающий искусство смыслом и целью жизни, перестает творить, не будучи принужденным к этому.
Было три причины, чтобы остановить художественную работу. Первая — это наступление коммунистической диктатуры, вторая — непризнание искусства Ильки Гедё (друзья Гедё враждебно относились ко всему изобразительному или образному, неконфигурированному как средство политического выражения), третья — Илька Гедё признаёт, что она может остаться верной своему таланту, только прекратив создавать искусство.
Когда Илка Гедё перестала заниматься искусством, она совсем не отказалась от возможности возобновления. Она продолжила обширное изучение истории искусств. Она много читала о теории цвета. Она читала и внимательно записывала работы Гёте Теория цветов, переводя длинные отрывки из этой работы. Без этих исследований мир цвета второго художественного периода был бы невозможен.
В середине 1960-х годов художница поместила почти все рисунки предыдущего периода в паспартуты, а также подобрала их по темам в папки. Эта деятельность продолжалась многие годы. Первой персональной выставкой художницы стала открывшаяся 15 мая 1965 года студийная выставка, на которой была представлена подборка рисунков, выполненных в период 1945—1948 годов.
С начала 1960-х гг. влияние коммунистической партии на общество несколько ослабло, но изоляция Ильки Гедё продолжилась. Ситуация Ильки Гедё усугублялась тем, что многие её друзья, в отличие от неё, пошли на компромисс с режимом, в то время как талантливые художники молодого поколения просто вышли из официальной арт-политики и обрели признание на Западе. В последние два года войны и в четырёхлетний период свободы после 1945 года Илька Гедё создала огромное количество рисунков, существование которых было забыто к тому времени, когда она, наконец, провела свою первую публичную выставку в 1980 году в возрасте пятидесяти девяти лет.

## Масляные картины
В 1960-х годах Илка Гедё начала рисовать маслом. Она создавала «двухшаговые» картины. Сначала она нарисовала эскиз своей композиции, подготовила макет и вписала название соответствующих цветов в различные области. Она подготовила коллекцию образцов цветов и написала, куда пойдут цвета в тех местах, где они будут в конечном итоге применены. Она никогда не импровизировала на своих картинах, а наоборот, увеличивала первоначальный план. На её картинах сила холодных и теплых цветов кажется равной. Она создавала свои картины медленно, на фоне спекуляций, записывая шаги творческого процесса в дневники, чтобы можно было проследить за созданием всех картин.
В записях дневника регистрируются все домыслы художницы в связи с созданием картины. Отложив картину в сторону, она отложила соответствующий дневник и продолжила работу над другой картиной. Перед тем, как возобновить работу над картиной, она всегда читает свои ранние записи в дневнике.
Её творческий метод следует зову инстинктов, но не забывает и о дисциплине интеллекта. «Художественные критики поспешили указать на доказательства ее ностальгии по Ар Нуво и Джугендстилю». Однако настоящая ностальгия Гедё — по утраченной мифологии, и в этом она похожа на своих предшественников по fin-de-sicle. Она нашла эту мифологию, пусть и личную, в искусстве, способную вызывать и лелеять воспоминания о мире, находящемся под угрозой исчезновения".
Известный венгерский искусствовед Ласло Беке в 1980 году оценивает свое искусство: «Я считаю совершенно бессмысленным проводить какие-либо параллели между Вашим искусством и „современными“ тенденциями, потому что Ваше искусство могло родиться в любое время между 1860 и 2000 годами». Оно черпает свое вдохновение не из «внешнего», а из «внутреннего», и его согласованность и подлинность происходят из отношений, которые это искусство имеет со своим создателем — и это, возможно, не может ускользнуть от внимания ни одного из зрителей этих произведений". Гедё умерла 19 июня 1985 года, в возрасте 64 лет, за несколько месяцев до своего открытия за границей. Сценой прорыва стал Глазго, где галерея «Компас» представила её картины и рисунки в 1985 году.
At the turn of 1989—1990, Ilka Гедё had a second, retrospective exhibition at Glasgow’s Third Eye Centre.

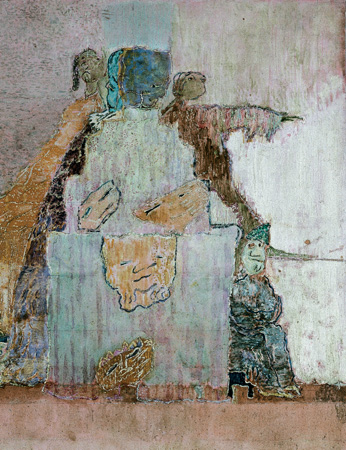
Склад масок, 1980, масло, бумага, уложенная на холсте, 71 x 50 см, Венгерская национальная галерея

## Хронология
- 1921: Илка Гедё родилась 26 мая 1921 года в Будапеште.
- 1939: Илка Гедё посещает бесплатную школу Тибор Галле.
- 1940: Она участвует во второй выставке OMIKE. (Венгерская еврейская образовательная ассоциация).
- 1939-42: Получает образование у Эрдея Виктора.
- 1942: Принимает участие в выставке Группы социалистических живописцев.
- 1942-43: Посещает бесплатную школу Иштвана Эркень-Штрассера.
- 1943: Гедё участвует в пятой выставке ОМИКЕ.
- 1944: Родится серия «Будапештское гетто».
- 1945: Осенью 1945 года Илка Гедё поступает на очную форму обучения в Академию изящных искусств. Однако через полгода она покидает академию. Рисует в школе Гюла Пап.
- 1946: Она выходит замуж за биохимика Эндре Биро.
- 1947: Рождение её первого сына, Даниэля.
- 1949: Она прекращает свою художественную деятельность. *
- 1950: С 1950 г. не участвует в художественной жизни. Её интересы обращены к философии искусства, истории искусства и теории цвета. Она переводит обширные отрывки из теории цвета Гёте.
- 1953: Рождение второго сына Давида.
- 1962: Венгерская Национальная галерея покупает три рисунка художницы.
- 1965: Выставка-студия с рисунками 1945—1949 годов. Возобновление художественной деятельности.
- 1969—1970: Проводит год в Париже. Принимает участие в групповой выставке Галереи Ламберт.
- 1974: Входит в Ассоциацию визуальных художников.
- 1976: Илка Геде провела полгода в Пущино со своим мужем, профессором биохимии, который преподавал в Научно-исследовательском центре Российской академии наук в Пущино.

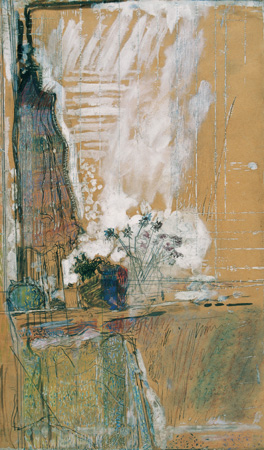
Кухонная окорочка в Пущино II, 1976 г., карандаш, акварель и непрозрачная краска на бумаге, 72,5х42,5 см.

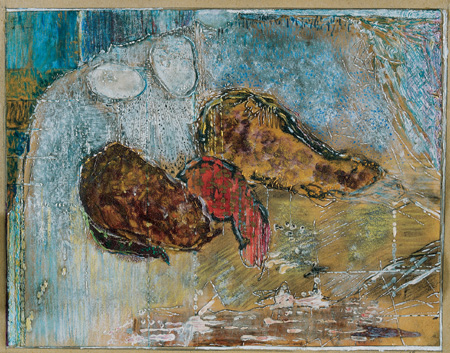
Морковь из Пущино, 1976 г., Масло, пастель на бумаге, 37 х 35 см.

- 1980: Ретроспективная выставка в музее Святого Стефана в Секешфехерваре, Венгрия.
- 1982: Выставка в Будапештской галерее «Дороття». Национальная галерея Венгрии покупает две картины художницы.
- 1985: Гедё умирает 19 июня в Будапеште. Персональная выставка художницы открывается в Галерее Художественной Колонии Сентендре. Другая персональная выставка Ильки Гедё организована в рамках Венгерского сезона в Глазго. Это событие освещается художественными критиками Glasgow Herald, The Scotsman, Financial Times, The Times, Daily Telegraph, The Observer и The Guardian.

## Выставки
Выставки одной женщины в Венгрии:
- Выставка студий (1965)
- Музей короля Святого Стефана, Секешфехервар, Венгрия (1980)
- Галерея Доротти Утка, Будапешт (1982)
- Галерея «Колония художников», Сентендре, Венгрия (1985)
- Дворец выставок, Будапешт (1987)
- Галерея Сомбатели (1989)
- Венгерский еврейский музей, Будапешт, [с Дьёрдь Роман] (1995)
- Будапештская муниципальная картинная галерея, музей Кишцелли (2001)
- Галерея Райффайзен (2003—2004) (камерная выставка)
- Венгерская национальная галерея (2004—2005)
- Венгерский национальный театр (2013) (камерная выставка)
- Музей изобразительных искусств — Венгерская национальная галерея, (2021) (камерная выставка)

Выставки для одной женщины за рубежом
- Галерея Компас, Глазго (1985)
- Третий глазной центр, Глазго (1989)
- Галерея Яноса Гэта, Нью-Йорк (1994 и 1997)
- Художественный музей Яд Вашем [с Дьёрдь Роман] 1996 г.
- Галерея «Шепард», Нью-Йорк (1995)
- Collegium Hungaricum, Berlin (2006)

## Работы из публичных коллекций
- Венгерская Национальная Галерея, Будапешт
- Венгерский еврейский музей, Будапешт
- Музей короля Святого Стефана, Секешфехервар, Венгрия
- Художественный музей Яд Ва-Шем, Иерусалим
- Музей Израиля, Иерусалим
- Британский музей, департамент гравюр и рисунков
- Музей Кунст-Паласт, Дюссельдорф, отдел гравюр и чертежей.
- Еврейский музей, Нью-Йорк
- Купферштихкабинет (Музей гравюр и чертежей), Берлин.
- Художественная галерея Альбригт-Нокс, Баффало, Нью-Йорк, США
- Музей изящных искусств, Хьюстон, Техас, США
- Альбертина, Вена
- Метрополитен-музей, департамент современного искусства, Нью-Йорк
- Музей герцога Антона Ульриха, Брауншвейг, Германия
- Кливлендский Музей Изобразительных Искусств
- Музей современного искусства, Нью-Йорк[19]

## Картины маслом в Венгерской национальной галерее

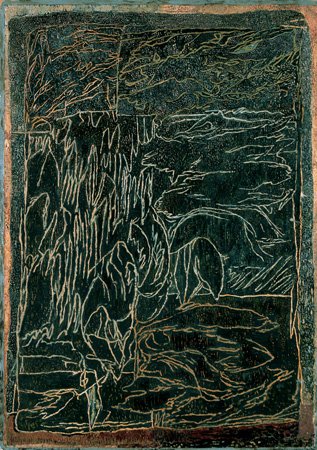
Розовый сад с туррелью, 1969-1970, масло картонное, 58 42 cm
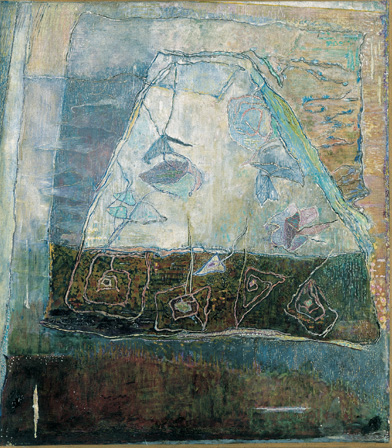
Сад купельных роз, 1970-72, масло на холсте, 54 x 47 cm
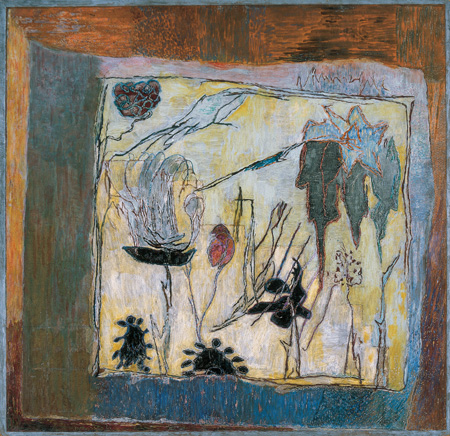
Искусственный цветок с кинжалами, 1974 г., масло на деревянной доске, 61 x 61 cm
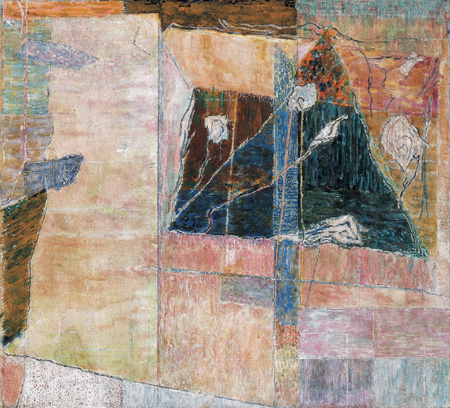
Розовый сад с треугольным окном, 1979-1980, масло на холсте, 50 x 55 cm
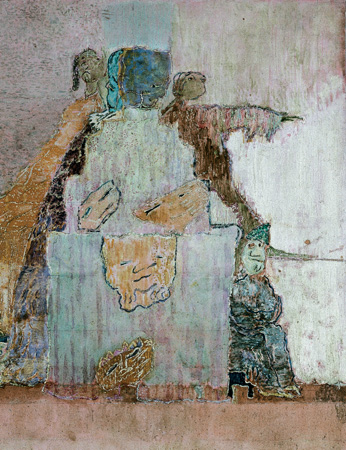
Магазин масок, 1980 г., Масло на бумаге, выложено на холсте, 71 x 50 см.
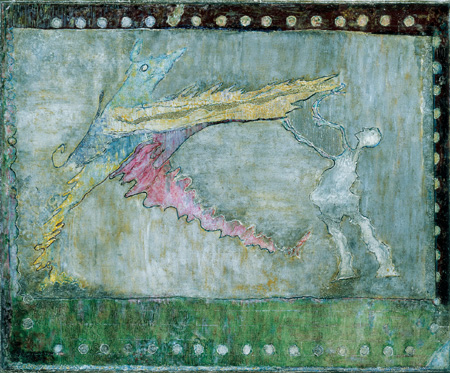
Монстр и Мальчик 1981 года, масло на холсте, 55 x 66 cm
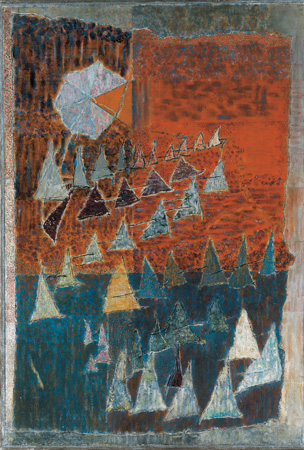
Марш треугольников, 1981 год, масло на холсте, 84 x 75 см
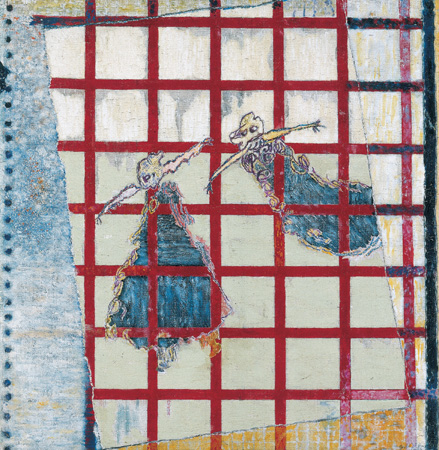
Ведьмы в подготовке, 1980-81, масло на холсте, 59 x 58 cm